# Ban Bí thư Ban Chấp hành Trung ương Đảng Cộng sản Liên Xô khóa XX (1956–1959)
Ban Bí thư Ban Chấp hành Trung ương Đảng Cộng sản Liên Xô khóa XX (1956–1959) được bầu tại Hội nghị Trung ương lần thứ nhất của Ban chấp hành Trung ương Đảng Cộng sản Liên Xô khóa XX được tổ chức ngày 27/2/1956.

## Ủy viên
| Tên (sinh–mất)                   | Bắt đầu    | Kết thúc   | Thời gian       | Ghi chú                                                                                                |
| -------------------------------- | ---------- | ---------- | --------------- | --- |
| Nikita Khrushchev (1894–1971)    | 27/2/1956  | 5/2/1959   | 2 năm, 343 ngày | |
| Averky Aristov (1903–1973)       | 27/2/1956  | 5/2/1959   | 2 năm, 343 ngày | Miễn nhiệm tại Hội nghị lần thứ 16.                                                                    |
| Nikolay Belyaev (1903–1966)      | 27/2/1956  | 12/11/1958 | 2 năm, 258 ngày | Miễn nhiệm tại Hội nghị lần thứ 11.                                                                    |
| Leonid Brezhnev (1906–1982)      | 27/2/1956  | 5/2/1959   | 2 năm, 343 ngày | Miễn nhiệm tại Hội nghị lần thứ 17.                                                                    |
| Yekaterina Furtseva (1910–1974)  | 27/2/1956  | 5/2/1959   | 2 năm, 343 ngày | Miễn nhiệm tại Hội nghị lần thứ 15.                                                                    |
| Alexei Kirichenko (1908–1975)    | 17/12/1957 | 5/2/1959   | 1 năm, 50 ngày  | Bí thư thứ 2 Ban Bí thư (1957-1959) Bầu tại Hội nghị lần thứ 6, và miễn nhiệm tại Hội nghị lần thứ 15. |
| Nikolay Ignatov (1901–1966)      | 17/12/1957 | 5/2/1959   | 1 năm, 50 ngày  | Bầu tại Hội nghị lần thứ 6, và miễn nhiệm tại Hội nghị lần thứ 15.                                     |
| Otto Wille Kuusinen (1881–1964)  | 29/6/1957  | 5/2/1959   | 1 năm, 221 ngày | Bầu tại Hội nghị lần thứ 4.                                                                            |
| Nuritdin Mukhitdinov (1917–2008) | 17/12/1957 | 5/2/1959   | 1 năm, 50 ngày  | Bầu tại Hội nghị lần thứ 4.                                                                            |
| Dmitri Shepilov (1905–1995)      | 27/2/1956  | 24/12/1956 | 301 ngày        | Miễn nhiệm tại Hội nghị lần thứ 2.                                                                     |
| Dmitri Shepilov (1905–1995)      | 14/2/1957  | 29/6/1957  | 135 ngày        | Bầu tại Hội nghị lần thứ 3, và miễn nhiệm tại Hội nghị lần thứ 4.                                      |
| Mikhail Suslov (1902–1982)       | 27/2/1956  | 5/2/1959   | 2 năm, 343 ngày | — |